# Cheese in the Trap
Cheese in the Trap (hangul: 치즈인더트랩; rr: Chijeu-indeoteulaeb) é uma telenovela sul-coreana exibida pela tvN de 4 de janeiro a 1 de março de 2016, estrelada por Park Hae-jin, Kim Go-eun, Seo Kang-joon e Lee Sung-kyung. É Baseado no webtoon da Naver de mesmo nome escrita e ilustrada por Soonkki.

## Enredo
O drama enfoca a vida e as relações de um grupo de estudantes universitários, particularmente a difícil relação entre Hong Seol (Kim Go-eun) e seus sunbae, ou seu pai, Yoo Jung (Park Hae-jin).
Jung é o herdeiro rico do Grupo Taerang e aparentemente tem uma vida perfeita, mas também exibe tendências psicopáticas, que fazem com que o Seol tire tempo da escola para se afastar dele. Quando ela retorna através de uma bolsa de estudos destinada a Jung, ele é inesperadamente gentil com ela e a convida para um encontro. Eles começam uma relação embaraçosa que é ainda mais complicada pela chegada de Baek In-ho e sua irmã In-ha, amigos de infância de Jung.

## Elenco
- Park Hae-jin como Yoo Jung[1][2]
- Kim Go-eun como Hong Seol[3][4]
- Seo Kang-joon como Baek In-ho[5][6]
- Lee Sung-kyung como Baek In-ha[7]
- Nam Joo-hyuk  como Kwon Eun-taek
- Park Min-ji como Jang Bo-ra

## Trilha sonora
| Cheese in the Trap OST Part. 1 |                                                 |                           |         |  |
| N.º                            | Título                                          | Artista                   | Duração |  |
| 1.                             | "어쩌면 좋아" ("Maybe")                         | Cosmos Hippie (우주히피)  | 3:40    |  |
| 2.                             | "치즈인더트랩" ("Cheese In The Trap")           | Twenty Years Old (스무살) | 3:54    |  |
| 3.                             | "Golden Coconut Club" (Sentimental Scenery Mix) | Tearliner                 |         |  |
| 4.                             | "우리 소곤소곤" (Sentimental Scenery Mix)       | Tearliner                 |         |  |

| Cheese in the Trap OST Part. 2 |                                             |                     |         |  |
| N.º                            | Título                                      | Artista             | Duração |  |
| 1.                             | "I Am Love"                                 | Tearliner ft. Yozoh | 2:41    |  |
| 2.                             | "Einfühlung"                                | Tearliner           | 2:44    |  |
| 3.                             | "고양이와 낮잠" ("Taking A Nap With A Cat") | Tearliner           | 1:08    |  |
| 4.                             | "따뜻한 겨울라떼" ("Warm Winter Latte")     | Tearliner           | 2:58    |  |
| 5.                             | "오늘도 맑음" ("Today Also Sunny")          | Tearliner           | 1:24    |  |

| Cheese in the Trap OST Part. 3 |                                                             |                                              |         |  |
| N.º                            | Título                                                      | Artista                                      | Duração |  |
| 1.                             | "Such"                                                      | Kang Hyun-min ft. Jo Hyun-ah of Urban Zakapa | 4.22    |  |
| 2.                             | "말 없는 슬픔" ("Silent Sorrow")                            | 사람또사람 (People And People)               | 3.46    |  |
| 3.                             | "사랑과 연애 어디쯤" ("Somewhere Between Love And Romance") | Tearliner                                    | 2.05    |  |
| 4.                             | "이 길 지나 너" ("Passing This Road, To You")               | Tearliner                                    | 1.28    |  |
| 5.                             | "삼각김밥 사용법" ("How To Use A Triangle Kimbab")          | Tearliner                                    | 1.48    |  |

| Cheese in the Trap OST Part. 4 |                                                      |                        |         |  |
| N.º                            | Título                                               | Artista                | Duração |  |
| 1.                             | "너와 나의 시간은" ("Our Time")                      | Vanilla Acoustic       | 3.30    |  |
| 2.                             | "너를 채운다. 너를 지운다." ("Fill You. Erase You.") | Tearliner ft. 5urprise | 3.22    |  |
| 3.                             | "슈가파우더가 내리면" ("Sugar Powder Is Falling")    | Tearliner              | 1.26    |  |
| 4.                             | "오늘도 지각" ("Today Is Late Too")                  | 우지해 (Woo Ji Hye)    | 1.20    |  |
| 5.                             | "그 남자의 꿈" ("That Man's Dream")                  | Tearliner              | 3.11    |  |

| Cheese in the Trap OST Part. 5 |                                  |                                       |         |  |
| N.º                            | Título                           | Artista                               | Duração |  |
| 1.                             | "Go (Korean ver.)"               | 솔튼페이퍼 (SALTNPAPER)               | 3.11    |  |
| 2.                             | "그냥 좋은데" ("I Like You")     | 테테 (Tété)                           | 3.46    |  |
| 3.                             | "Go (English ver.)"              | 솔튼페이퍼 (SALTNPAPER)               | 3.11    |  |
| 4.                             | "The End is Near"                | Tearliner                             | 2.53    |  |
| 5.                             | "방황하는 파도" (Wandering Wave) | Tearliner                             | 2.18    |  |
| 6.                             | "First Kiss"                     | 센티멘탈 시너리 (Sentimental Scenery) | 2.22    |  |

| Cheese in the Trap OST Part. 6 |                                              |                               |         |  |
| N.º                            | Título                                       | Artista                       | Duração |  |
| 1.                             | "조금만 더" ("A Little Bit More")            | 스웨덴세탁소 (Sweden Laundry) | 2.53    |  |
| 2.                             | "사랑인가 봐요" ("Maybe It's Love")          | Monkeyz                       | 3.43    |  |
| 3.                             | "장화 속 무당벌레" ("Lady Bug In Boots")     | Tearliner                     | 2.20    |  |
| 4.                             | "밤의 편의점" ("Convenience Store At Night") | Tearliner                     | 1.37    |  |

## Classificações
Na tabela abaixo, os números azuis representam as audiências mais baixas e os números vermelhos representam as audiências mais elevadas.
| Episódio | Data de transmissão original | Média de participação do público | Média de participação do público |
| Episódio | Data de transmissão original | AGB Nielsen                      | TNmS                             |
| -------- | ---------------------------- | -------------------------------- | -------------------------------- |
| 1        | 4 de janeiro de 2016         | 3.6%                             | 2.6%                             |
| 2        | 5 de janeiro de 2016         | 4.8%                             | 2.9%                             |
| 3        | 11 de janeiro de 2016        | 5.2%                             | 5.8%                             |
| 4        | 12 de janeiro de 2016        | 5.7%                             | 5.8%                             |
| 5        | 18 de janeiro de 2016        | 6.5%                             | 6.2%                             |
| 6        | 19 de janeiro de 2016        | 6.3%                             | 6.6%                             |
| 7        | 25 de janeiro de 2016        | 6.0%                             | 7.0%                             |
| 8        | 26 de janeiro de 2016        | 6.8%                             | 7.1%                             |
| 9        | 1 de fevereiro de 2016       | 7.1%                             | 7.2%                             |
| 10       | 2 de fevereiro de 2016       | 6.6%                             | 7.6%                             |
| 11       | 15 de fevereiro de 2016      | 5.6%                             | 7.3%                             |
| 12       | 16 de fevereiro de 2016      | 5.8%                             | 7.2%                             |
| 13       | 22 de fevereiro de 2016      | 6.2%                             | 6.9%                             |
| 14       | 23 de fevereiro de 2016      | 6.5%                             | 7.2%                             |
| 15       | 29 de fevereiro de 2016      | 5.9%                             | 6.4%                             |
| 16       | 1 de março de 2016           | 6.9%                             | 7.5%                             |
| Média    | Média                        | 6.0%                             | 6.3%                             |

- Este drama foi transmitido por um canal de televisão por assinatura, que normalmente tem um público relativamente menor em comparação com as emissoras de televisão abertas (KBS, SBS, MBC e EBS).

## Prêmios e indicações
| Ano  | Prêmio                      | Categoria                                | Beneficiário   | Resultado |
| ---- | --------------------------- | ---------------------------------------- | -------------- | --------- |
| 2016 | Korean Cable TV Awards 2016 | Melhor Ator                              | Park Hae-jin   | Venceu    |
| 2016 | 52º Baeksang Arts Awards    | Melhor Nova Atriz (Televisão)            | Kim Go-eun     | Venceu    |
| 2016 | 52º Baeksang Arts Awards    | Ator Mais Popular (Televisão)            | Park Hae-jin   | Indicado  |
| 2016 | 52º Baeksang Arts Awards    | Ator Mais Popular (Televisão)            | Seo Kang-joon  | Indicado  |
| 2016 | 52º Baeksang Arts Awards    | Atriz Mais Popular (Televisão)           | Kim Go-eun     | Indicado  |
| 2016 | 52º Baeksang Arts Awards    | Atriz Mais Popular (Televisão)           | Lee Sung-kyung | Indicado  |
| 2016 | 5º APAN Star Awards         | Prêmio de Excelência, Ator em Minissérie | Park Hae-jin   | Indicado  |
| 2016 | 5º APAN Star Awards         | Melhor Nova Atriz                        | Kim Go-eun     | Indicado  |
| 2016 | 9º Korea Drama Awards       | Prêmio de Excelência, Ator               | Park Hae-jin   | Indicado  |
| 2016 | 9º Korea Drama Awards       | Melhor Nova Atriz                        | Kim Go-eun     | Indicado  |
| 2016 | tvN10 Awards                | Feito na tvN, Ator no Drama              | Seo Kang-joon  | Indicado  |
| 2016 | 1º Asia Artist Awards       | Prêmio de Melhor Artista, Ator           | Park Hae-jin   | Venceu    |
| 2016 | 1º Asia Artist Awards       | Prêmio de Melhor Artista, Ator           | Seo Kang-joon  | Venceu    |

## Transmissão internacional
- Singapura – VV Drama
- Malásia – 8TV
- Tailândia – True4U
- Filipinas – GMA Network[11][12]
- Sudeste Asiático – tvN

## Filme
A série foi adaptada em um filme com o mesmo nome, estrelado por Park Hae-jin em oposição à atriz Oh Yeon-seo, que foi lançado em março de 2018.